# Qazaqstan Superkubogy 2021
La Qazaqstan Superkubogy 2021 è stata la quattordicesima edizione della Supercoppa del Kazakistan, svoltasi tra il 2 e il 6 marzo 2021 alla Turkistan Arena di Turkistan.

## Formato
A contendersi il trofeo saranno per la prima volta quattro squadre e non due: il Qairat, vincitore della Qazaqstan Prem'er Ligasy 2020 e, in mancanza della vincitrice o finalista perdente della Coppa del Kazakistan 2020, soppressa per la pandemia di COVID-19, le classificate dal secondo al quarto posto in campionato: nell'ordine Tobyl, Astana e Shahter Qaraǵandy.

## Squadre partecipanti
| Squadra           | Qualificazione                                   | Ultima partecipazione      |
| ----------------- | ------------------------------------------------ | -------------------------- |
| Qairat            | 1º classificato in Qazaqstan Prem'er Ligasy 2020 | Qazaqstan Superkubogy 2019 |
| Tobyl             | 2º classificato in Qazaqstan Prem'er Ligasy 2020 | Qazaqstan Superkubogy 2011 |
| Astana            | 3ª classificata in Qazaqstan Prem'er Ligasy 2020 | Qazaqstan Superkubogy 2020 |
| Shahter Qaraǵandy | 4ª classificata in Qazaqstan Prem'er Ligasy 2020 | Qazaqstan Superkubogy 2014 |

## Risultati

### Tabellone
|  | Semifinali        | Semifinali        | Semifinali |        |       | Finale            | Finale            | Finale          |  |
|  |                   |                   |            |        |       |                   |                   |                 |  |
|  | Tobyl             | Tobyl             | 3 (4)      |        |       |                   |                   |                 |  |
|  | Tobyl             | Tobyl             | 3 (4)      |        |       |                   |                   |                 |  |
|  | Qairat            | Qairat            | 3 (2)      |        |       |                   |                   |                 |  |
|  | Qairat            | Qairat            | 3 (2)      |        | Tobyl | Tobyl             | 1 (5)             |                 |  |
|  |                   |                   |            |        | Tobyl | Tobyl             | 1 (5)             |                 |  |
|  |                   |                   | Astana     | Astana | 1 (4) |                   |                   |                 |  |
|  | Shahter Qaraǵandy | Shahter Qaraǵandy | Astana     | Astana | 1 (4) | 0                 |                   |                 |  |
|  | Shahter Qaraǵandy | Shahter Qaraǵandy |            |        |       | 0                 |                   |                 |  |
|  | Astana            | Astana            | 2          |        |       | Finale 3º posto   | Finale 3º posto   | Finale 3º posto |  |
|  | Astana            | Astana            | 2          |        |       |                   |                   |                 |  |
|  |                   |                   |            |        |       |                   |                   |                 |  |
|  |                   |                   |            |        |       | Qairat            | Qairat            | 2               |  |
|  |                   |                   |            |        |       | Qairat            | Qairat            | 2               |  |
|  |                   |                   |            |        |       | Shahter Qaraǵandy | Shahter Qaraǵandy | 1               |  |

### Semifinali
| Arbitro: | Moskovçenko (Petropavl) |

|  |           |                             |
|  | Marcatori | 18’ Tomašević 73’ Barseġyan |

| Arbitro: | Çesnokov (Öskemen) |

|                                        |                      |                                             |
| Tağıbergen 9’ Malyj 73’ Mujïqov 75’    | Marcatori            | 40’ Kosović 67’ Shýshenachev 90+1’ Alykulov |
| Mujïqov Jovančić Tağıbergen Lobjanidze | Tiri di rigore 4 – 2 | Dugalić Kosović Ábiken Hovhannisyan         |

### Finale 3º posto
| Arbitro: | Atajanov (Şımkent) |

|                        |           |            |
| Paljakoŭ 63’ Mamba 88’ | Marcatori | 51’ Paırýz |

### Finale
| Arbitro: | Ïzmaýlov (Taldıqorğan) |

|                                                 |                      |                                                 |
| Malyj 14’                                       | Marcatori            | 90+1’ Tomasov                                   |
| Mujïqov Amanović Tağıbergen Jovančić Nurğalïyev | Tiri di rigore 5 – 4 | Beýsebekov Ciupercă Mýrtazaev Barseġyan Tomasov |

## Statistiche

### Classifica marcatori
| Gol |  |  | Giocatore          | Squadra           |
| --- |  |  | ------------------ | ----------------- |
| 2   |  |  | Serhij Malyj       | Tobyl             |
| 1   |  |  | Gulžigit Alykulov  | Qaırat            |
| 1   |  |  | Tigran Barseġyan   | Astana            |
| 1   |  |  | Nebojša Kosović    | Qaırat            |
| 1   |  |  | Streli Mamba       | Qaırat            |
| 1   |  |  | Serikjan Mujïqov   | Tobyl             |
| 1   |  |  | Dzjanis Paljakoŭ   | Qaırat            |
| 1   |  |  | Jan Álı Paırýz     | Shahter Qaraǵandy |
| 1   |  |  | Artýr Shýshenachev | Qaırat            |
| 1   |  |  | Ashat Taǵybergen   | Tobyl             |
| 1   |  |  | Žarko Tomašević    | Astana            |
| 1   |  |  | Marin Tomasov      | Astana            |